# Комсомольский проспект (Пермь)
Комсомо́льский проспе́кт — одна из центральных улиц Перми. Является «наиболее выразительной в Перми градостроительной осью».
Характерной особенностью проспекта является расположенная посередине пешеходная аллея, ограждённая от проезжих частей двумя рядами деревьев и чугунной решёткой. В повседневной речи жители Перми часто используют сокращённое название улицы: «Компрос». Расположенная в начале проспекта, на набережной Камы, колокольня Кафедрального собора перекликается с «Башней смерти» здания краевого ГУВД на Комсомольской площади.

## География
Проспект расположен в левобережной части Перми, в центре города. Проходит через территории Ленинского и Свердловского районов. Расположен перпендикулярно берегу реки Камы, которая является основной градообразующей осью. Протянулся на 3600 метров, от Соборной площади до проходных «Пермского моторостроительного комплекса».

## История

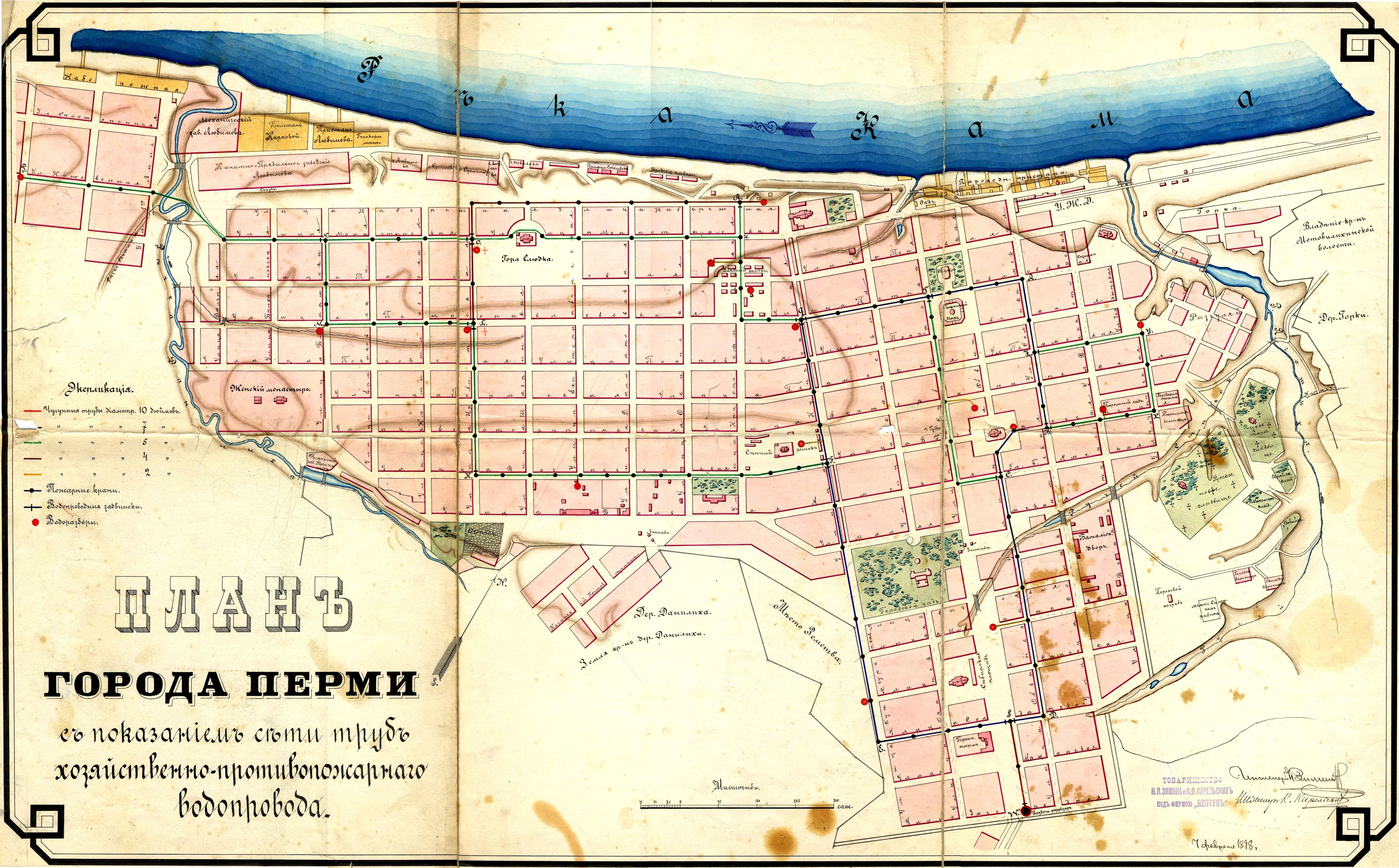
План Перми, 1898 г. Проспект обозначен здесь как Кунгурская улица

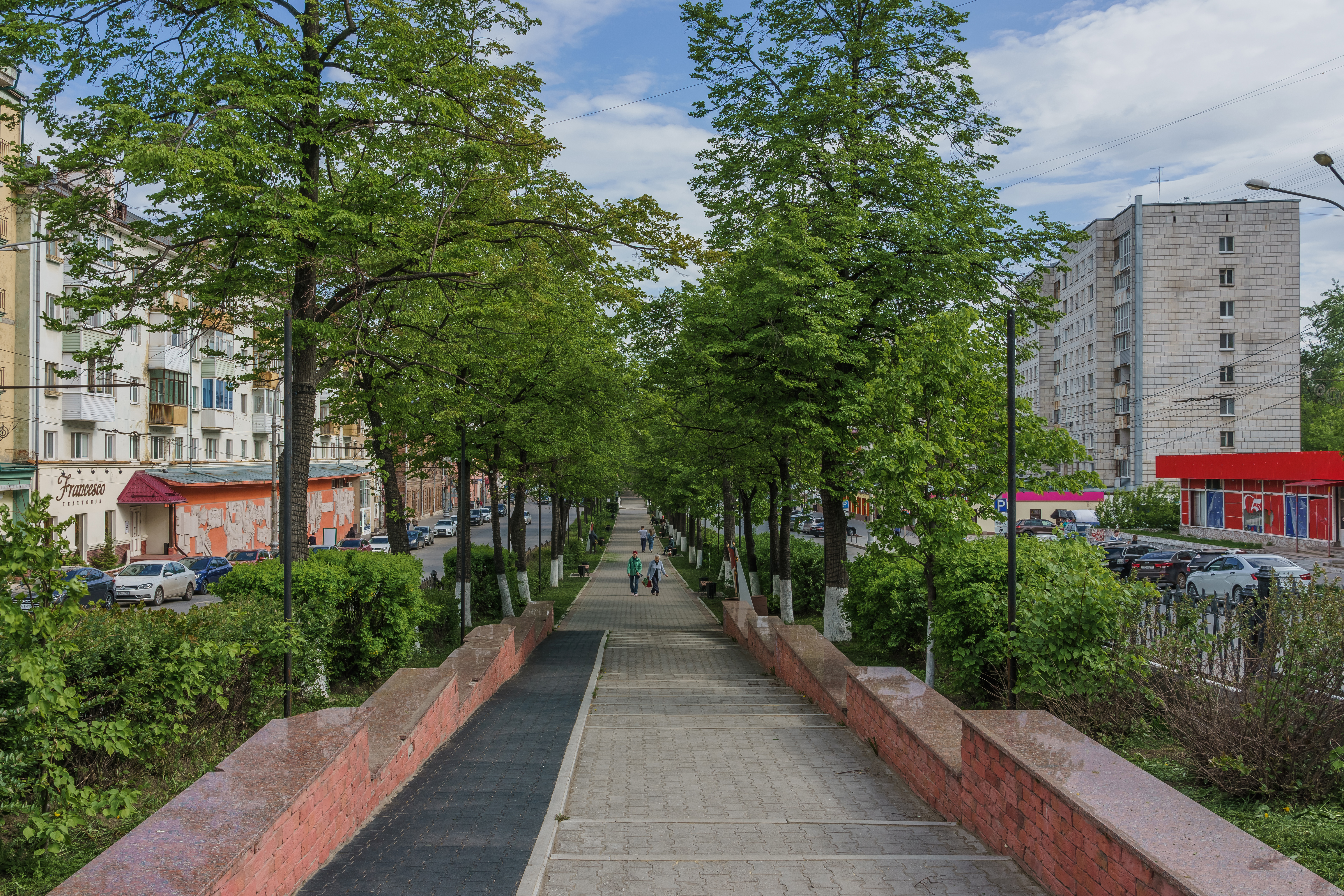
Аллея на проспекте

Первоначальное, дореволюционное, название этой улицы — Кунгурский или Широкий переулок, позднее — Кунгурская улица. Дома на ней появились в XVIII веке. Улица простиралась от ул. Набережной (Окулова) до ул. Загородной (Белинского). Для предотвращения распространения пожаров она была сделана значительной ширины по сравнению с другими улицами, а в середине проложена пешеходная аллея, украшенная двумя рядами лип.
Зимой улица использовалась для организации масленичных катаний на украшенных цветами, лентами и бубенчиками тройках, а пешеходная аллея со временем стала излюбленным местом для прогулки горожан. Скачок популярности Кунгурской улицы произошёл с появлением иллюзиона и электротеатра: 4 из 11 пермских кинотеатров конца XIX — начала XX века находились на этой улице.
После 1917 года Кунгурская улица стала Красным проспектом, а в 1923 году было утверждено современное название — Комсомольский проспект.
В 1930—1950-е гг. часть Комсомольского проспекта от ул. Белинского до проходных авиамоторного завода называлась проспектом Сталина. На границе между проспектами Сталина и Комсомольским появилась Комсомольская площадь. В конце 1950-х годов проспекты были объединены.
В 2023 году на Комсомольском проспекте появилось новое освещение улиц и зданий.  В рамках реализации светового мастер-плана города было выполнено освещение Коммунального моста и более 70 зданий, расположенных на Комсомольском проспекте. Все системы освещения объединены общей схемой управления, для которой прописаны 15 световых сценариев.
Освещение улицы и архитектурную подсветку зданий на Комсомольском проспекте, созданную компанией "МТ Электро", признали лучшим проектом на Евразийской Премии «Золотой Фотон» в 2024 году. 

## Организации, здания, памятники
На Комсомольском проспекте расположены следующие объекты:
- Спасо-Преображенский собор (№ 4) — с 1932 года до декабря 2023 в здании находилась Пермская художественная галерея;
- здание бывшего Архиерейского дома (№ 6) — до 2008 года в здании размещался Пермский краеведческий музей;
- здание центрального универмага «Пермь» (ЦУМ) (№ 21);
- Пермский национальный исследовательский политехнический университет (№ 29);
- здание центра детского творчества «Муравейник» (№ 42) — Кирилло-Мефодьевское училище (до 1917);
- Парк Горького;
- здание Пермэнерго (№ 48);
- Дом учёных (№ 49);
- «Башня смерти» — здание ГУВД Пермского края (№ 74);
- Дворец культуры им. Солдатова (№ 79);
- Пермский моторостроительный комплекс (№ 93).

На Комсомольском проспекте расположены следующие памятники:
- Бюст Мамина-Сибиряка;
- Памятник Николаю Чудотворцу;
- Скульптурная композиция «Пермяк — солёные уши»;
- Памятный знак, посвящённый Родерику Мурчисону — шотландскому геологу, назвавшему последний период палеозойской эры пермским;
- Скульптурная композиция «Трус, Балбес и Бывалый» возле кинотеатра «Кристалл»;
- Памятник сотрудникам МВД, погибшим в военное и мирное время;
- Барельеф «Тыл — фронту» — посвящён работникам моторостроительного завода им. Свердлова, погибшим в годы Великой Отечественной войны;
- Памятник Борису Коноплёву — руководителю Пермской области с 1972 по 1988 год;
- Памятник (декоративное сооружение) «МиГ на взлёте»[7].

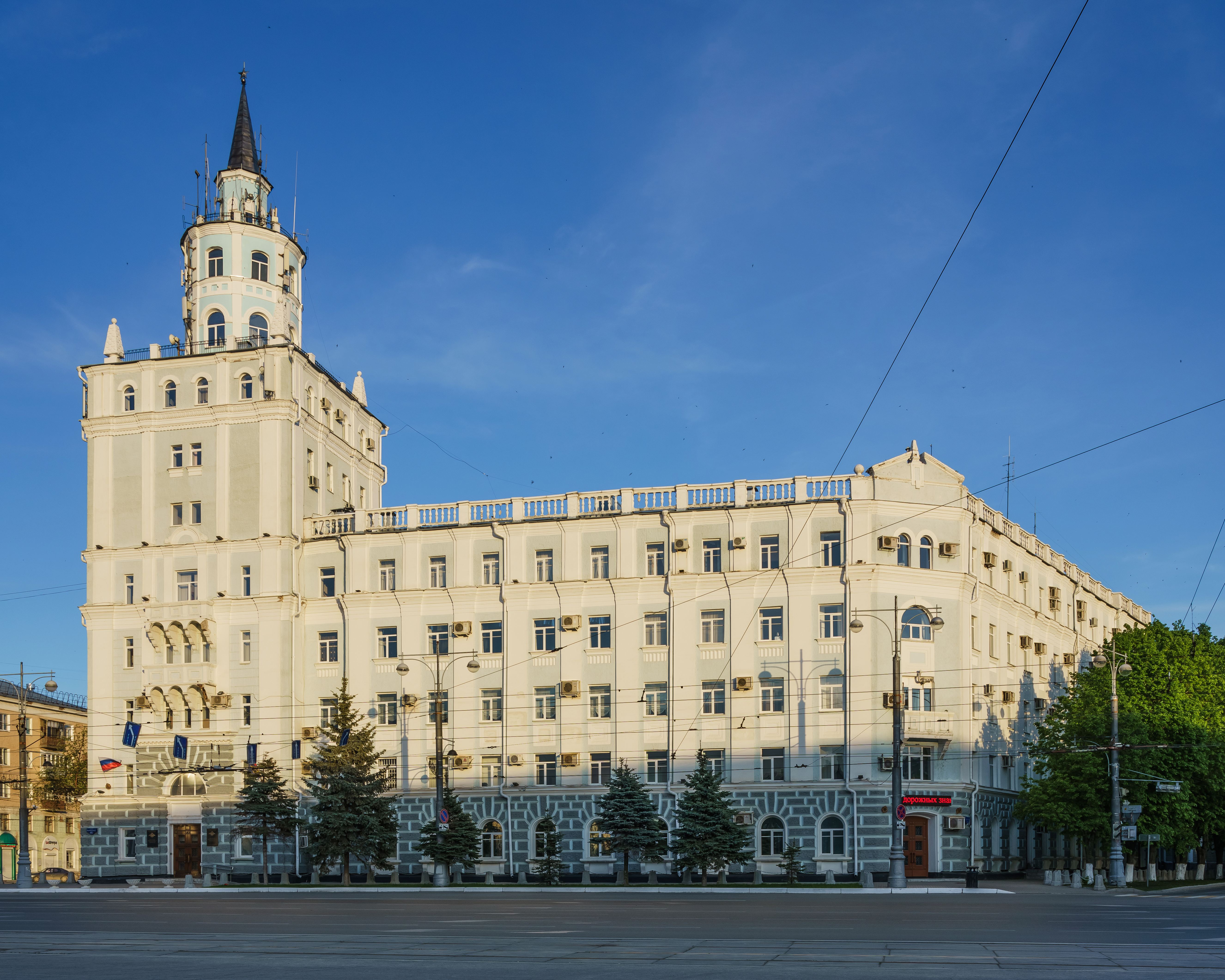
Башня смерти
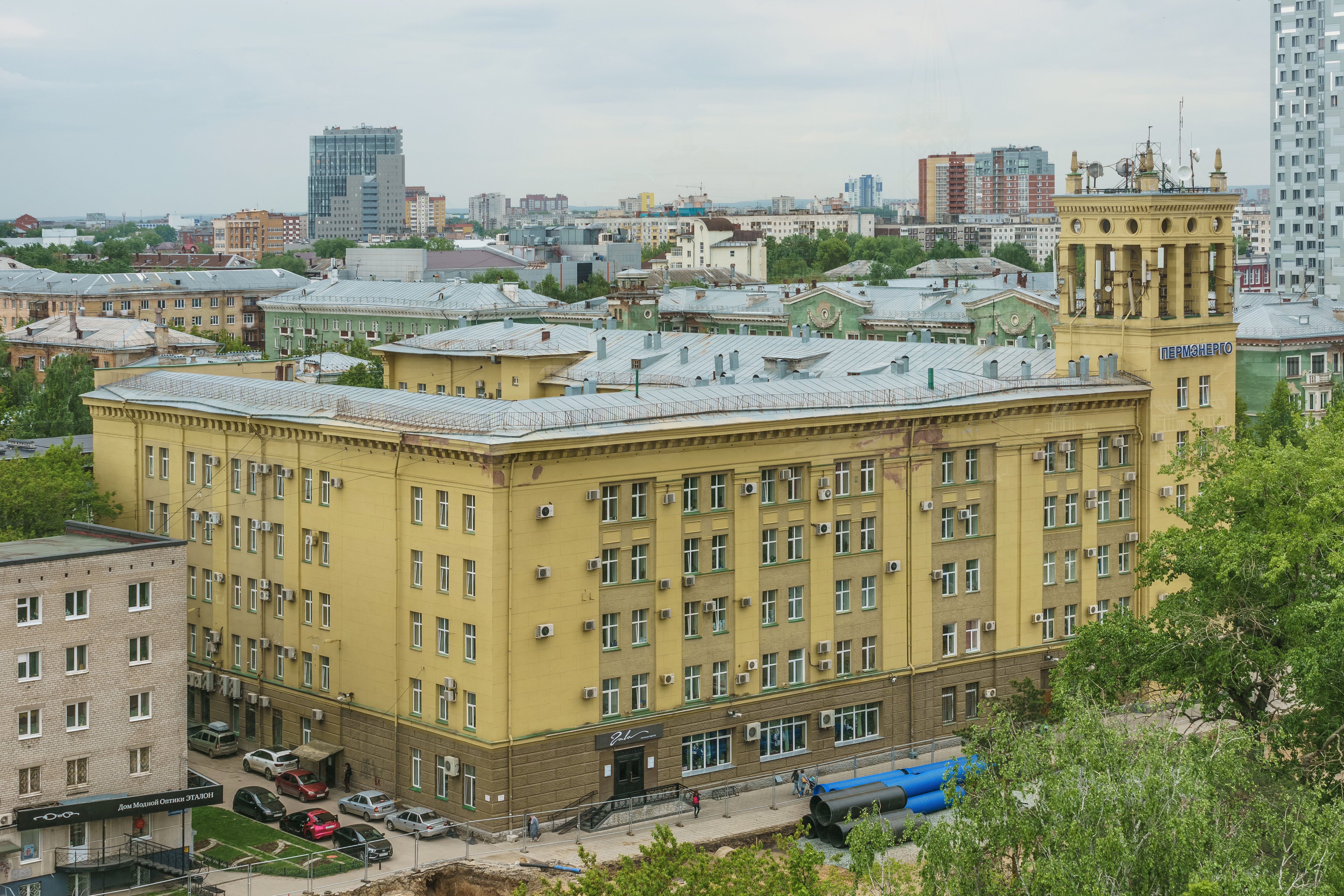
Здание Пермэнерго
Пермяк солёные уши
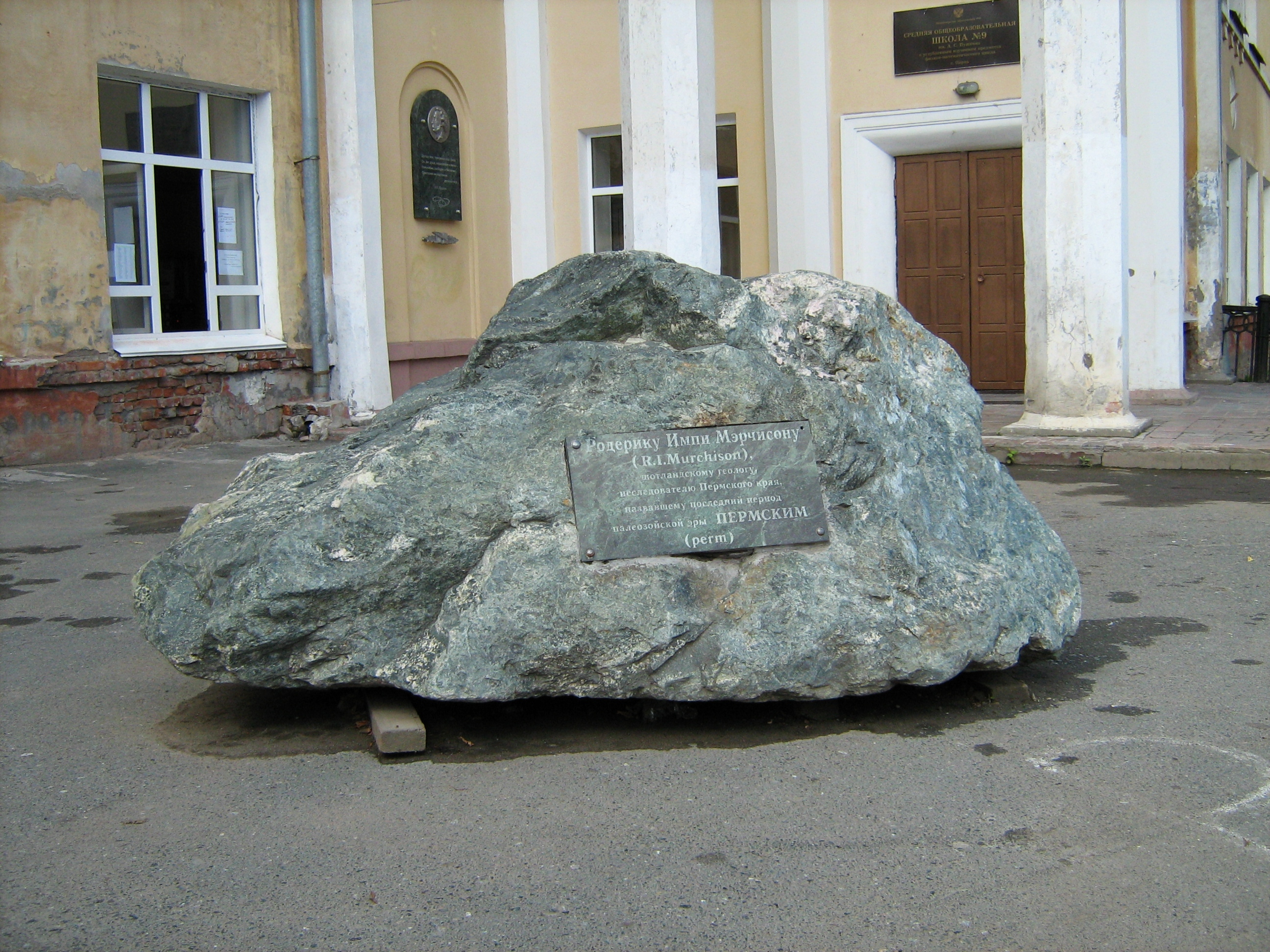
Памятный знак в честь Родерика Мурчисона